# Paraconophyma
Paraconophyma is een geslacht van rechtvleugeligen uit de familie veldsprinkhanen (Acrididae). De wetenschappelijke naam van dit geslacht is voor het eerst geldig gepubliceerd in 1921 door Uvarov.

## Soorten
Het geslacht Paraconophyma omvat de volgende soorten:
- Paraconophyma kashmirica Mishchenko, 1950
- Paraconophyma minuta Bey-Bienko, 1949
- Paraconophyma nana Popov, 1951
- Paraconophyma nepalensis Walker, 1870
- Paraconophyma polita Uvarov, 1921
- Paraconophyma punctata Uvarov, 1921
- Paraconophyma pusilla Bey-Bienko, 1957
- Paraconophyma scabra Walker, 1870